# Union des fédéralistes et des républicains indépendants
L’Union des fédéralistes et des républicains indépendants (UFERI) est un parti politique congolais ayant connu son heure de gloire durant la période de libéralisation du Zaïre à la fin du régime de Mobutu.
Fondé par Jean Nguza Karl-I-Bond, lors de l'avènement du multipartisme au début des années 1990, l'UFERI s'est très vite imposée comme le parti de référence au Katanga grâce à une politique de défense des intérêts régionaux particulièrement agressive. 
Ainsi, dès ses débuts, l'UFERI s'est démarquée des formations partisanes de l'époque (MPR, PALU, PDSC, UDPS), en portant sur la scène politique nationale des revendications fermement régionalistes, voire autonomistes. 
Mais l'UFERI s'est surtout distinguée en 1993 par l'implication de certains de ses leaders et des Jeunesses du parti (JUFERI) dans les événements sanglants qui ont émaillés l’expulsion particulièrement violente des populations Baluba installée au Katanga.